# NGC 6541
NGC 6541 é um aglomerado globular na direção da constelação de Corona Australis. O objeto foi descoberto pelo astrônomo Niccolò Cacciatore em 1826, usando um telescópio refrator com abertura de 3 polegadas. Devido a sua moderada magnitude aparente (+6,3), é visível apenas com telescópios amadores ou com equipamentos superiores. 